# Kvaløya, Troms
Kvaløya (norska: Sállir) är en ö i Tromsø kommun i Troms fylke i norra Norge. Öns yta är 737 kvadratkilometer, och den är därmed Norges femte största ö, om man inte räknar med Svalbard. 2001 bodde det cirka 10 500 invånare på ön.

## Historia
För runt 10 000 år sen kom de första människorna till detta området. Bevis på detta är bland annat "Helleristningene på Skavberget". När det, på den tiden kom ny bosättning, så kom de resande efter kusten. Det naturliga var då att bosätta sig på de yttersta öarna och holmarna. Man ville bo så nära havet, och de goda fiskeplatserna, som möjligt.
På 600-talet började det bli en gles bebyggelse i Troms. Från 11-1200-talet har man hittat rester av gamla "gammer" (små hus) och kyrkor på öarna utanför Kvaløya. Från 15-1600-talet var det många platser som var befolkade på utsidan av Kvaløya. På den tiden startade man med folkräkning, och man kan därför se exakt vem, och hur många, som bodde på de olika platserna och gårdarna på   Kvaløya  
När så motoriseringen av fiskbåtarna kom igång så flyttade många längre in i fjordarna. De första båtarna med motor kom runt 1920, men många fick faktiskt inte utombordsmotor på sina små fiskebåtar förrän efter de magra krigsåren, när det blev bättre ekonomiska tider. Inne i fjordarna var man mer skyddad för storm och oväder. Man bosatte sig bland annat inne i Kaldfjorden, Kattfjorden och Ersfjorden. 
Många andra platser blev också större, inte minst på insidan av Kvaløya, Kvaløysletta. När så bron mellan Kvaløya och Tromsøya, Sandnessundbrua, öppnades 1974, så startade en stor utbyggnad på Kvaløysletta med stora villaområden, affärer och kommunikationer.
Kvaløysletta har för länge sedan vuxit ihop med Tromsø, och blivit en av de stora bydelarna av Tromsø. 1 januari 2017 hade de 8 681 invånare.

## Geografi
Ön är bergig och har berget Store Blåmann (1 044 meter över havet) som högsta punkt. Berget är populärt bland klättrare på grund av sin storlek (ca 400 meter fallhöjd) och stenkvalité. Det finns flera berg på ön som når över 1 000 meter. 2 fjordar, Kaldfjorden och Ersfjorden, skär djupt in i ön och delar Kvaløya i tre delar, vilka är sammanbundna med smala landtungor med någon kilometers bredd. En tredje fjord, Kattfjorden, skär också in på den södra delen av Kvaløya. Bergen på Kvaløya används av både fjällklättrare och skidåkare på speciellt den ljusa tiden av året. Valskådning och norrskensturismen har också gjort att turismen ökat kraftigt på Kvaløya.

## Kommunikationer
Kvaløya har broförbindelse med Tromsøya, Sandnessundsbron, som går mellan Kvaløysletta och flygplatsområdet på Tromsøya, tunnelförbindelse med Ringvassøya, Kvalsundstunneln, som går mellan Futrikelv på Kvaløya och Skulgam på Ringvassøya och tunnelförbindelse med fastlandet (Ryaförbindelsen), som går mellan Larseng på Kvaløya och Balsnes på fastlandet. Vidare har man färja från Belvik på Kvaløya till Vengsøya och från Brensholmen på Kvaløya till Botnhamn på Senja. Färjan till Senja går bara under sommarhalvåret.

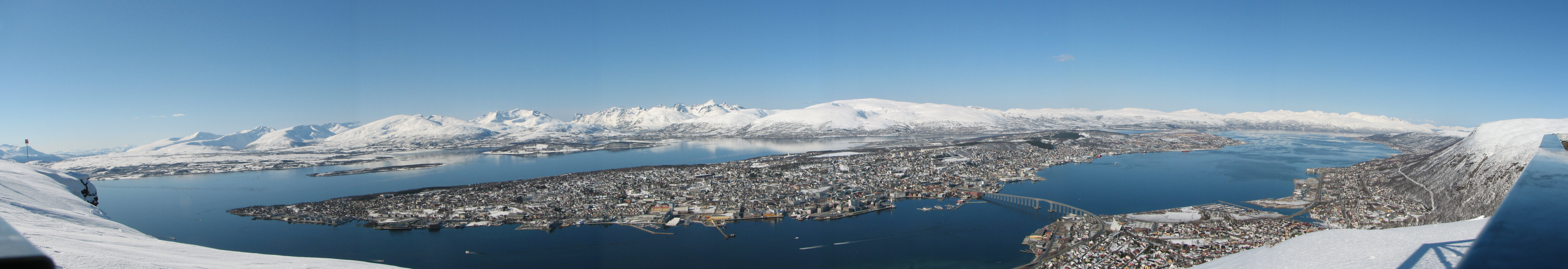
Tromsø med Kvaløyas snötäckta berg i bakgrunden.